# Livre des cavernes
Le livre des cavernes ou livre des Quererts est un important texte funéraire de l'Égypte antique, il date du Nouvel Empire, vers 1200 avant notre ère.
Il est aussi appelé « Sortilège des douze grottes » (également l'« errance de l'âme » ; arabe : تعويذة الكهوف الاثني عشر, romanisé : Taewidhat al-Kuhuf al-Iathnay Eashar).
La plus ancienne copie connue se trouve sur un papyrus trouvé dans KV35 la tombe d'Amenhotep II, et une autre copie a été inscrite dans l'Osireion d'Abydos sous Mérenptah. Bien que le texte apparaisse également dans certaines copies du Livre des Morts, où il est classé comme le sort 168, l'égyptologue Alexandre Piankoff l'a traité comme une composition distincte.
Comme pour les autres textes funéraires, il est attesté dans les tombes des rois pour accompagner le défunt. Il décrit le voyage du dieu soleil Rê à travers les six cavernes des enfers. En particulier, il traite les relations entre le dieu soleil et les habitants des enfers : les récompenses données aux justes et les punitions des ennemis de l'ordre du monde, ceux qui ont échoué lors de leur jugement dans l'Au-delà.
Le livre des cavernes est l'une des sources d'information sur le concept d'enfer des anciens Égyptiens.

## Contenu
Comme ses prédécesseurs, Le livre des cavernes décrit le voyage du dieu soleil Rê, de l'horizon occidental à l'horizon oriental, à travers le monde souterrain, les créatures divines  qu'il rencontre et ses interactions avec elles. Les points importants de son voyage sont :
- la caverne des décédés « justes », désormais créatures divines (1er et 2e tableaux) ;
- la caverne des deux corps divins d'Osiris et du dieu soleil (3e tableau) ;
- la sortie du monde souterrain dans le soleil levant (tableau final).

Durant ce voyage, le dieu soleil traverse aussi les cavernes de l'Enfer, dans lequel les ennemies de l'ordre du monde (ennemies de Rê et d'Osiris) sont détruits.
Le livre des cavernes donne aussi quelques indications sur la structure topographique imaginaire de l'Au-delà.

## Contenu de chaque caverne
- Cavernes 1 à 7 : triades de divinités debout, une femme entre deux hommes
- Cavernes (numéros impair) 1, 3, 5, 7 : momies
- Cavernes (numéros pairs) 2, 4, 6 : êtres vivants animés
- Caverne 8 : Celle qui protège les âmes, celle qui juge, distinguant le vrai du faux.
- Caverne 9 : Celle aux formes mystérieuses, qui coupe l'air [vital].
- Caverne 10 : la Clameuse dont les mystères sont sacrés.
- Caverne 11 : Celle qui couvre le Fatigué, qui dissimule ce qui est caché.
- Caverne 12 : Celle qui unit les dieux et embrasse [leurs] manifestations.

## Structure
Le livre des cavernes n'est pas le nom que lui donnaient les anciens Égyptiens. Il ne divise pas la nuit en heures comme le font d'autres textes funéraires.
En fait, le livre contient sept tableaux comprenant environ 80 scènes différentes. Ces sept tableaux sont répartis en deux groupes de trois tableaux plus un tableau final.

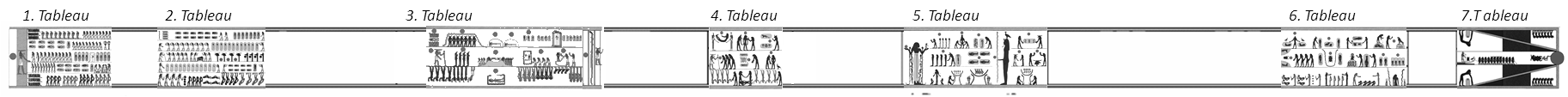
Schéma du livre des cavernes

Le livre des cavernes est plus littéraire que les autres livres funéraires du Nouvel Empire, comme le Livre de l'Amdouat ou le Livre des Portes. Il comporte moins de dessins que les autres livres et beaucoup plus de textes.

## Historique
Le livre des cavernes a son origine au XIIIe siècle avant notre ère, pendant la période ramesside.
La plus ancienne représentation du livre se trouve dans l'Osiréion à Abydos. Elle est découverte par les archéologues William Matthew Flinders Petrie et Margaret Alice Murray qui fouillent le site de 1902 à 1903. Cette version presque complète est endommagée sur son registre supérieur. Elle est visible dans l'entrée, sur le mur gauche, face au livre des Portes.
Ramsès IV est le premier à utiliser Le livre des cavernes dans sa tombe KV2, dans la vallée des Rois.
La première (et dernière) version complète utilisée dans la vallée des Rois se trouve dans KV9, tombe de Ramsès VI. Comme dans l'Osiréion, elle est face au livre des Portes dans l'entrée de la tombe. Les passages du livre sont écrits sur tous les murs du tombeau le couvrant entièrement,.
En 2013, treize textes du Livre des cavernes sont répertoriées :
| Site                                                                  | Localisation                             | Texte                                                  | Époque                                      |
| --------------------------------------------------------------------- | ---------------------------------------- | ------------------------------------------------------ | ------------------------------------------- |
| Osiréion dans le temple d'Osiris à Abydos                             | Corridor                                 | Complet                                                | Fin du XIIIe siècle                         |
| KV2, tombe de Ramsès IV                                               | 3e couloir, annexe                       | 1er et 2e tableaux                                     | Milieu du XIIe siècle                       |
| KV9, tombe de Ramsès VI                                               | Partie supérieure de la tombe            | Presque complet                                        | Milieu du XIIe siècle                       |
| KV1, tombe de Ramsès VII                                              | 1er couloir                              | 1er tableau                                            | Deuxième partie du XIIe siècle              |
| KV6, tombe de Ramsès IX                                               | 1er et 2e couloir, chambre du sarcophage | 1er au 5e tableaux                                     | Fin du XIIe siècle                          |
| Papyrus funéraire de la reine Nedjemet                                | British Museum et Musée du Louvre        | 1er, 2e, 4e, et 7e tableaux                            | Milieu du XIe siècle                        |
| Le phylactère du scribe Boutehamon                                    | Musée égyptologique de Turin             | Une scène                                              | Milieu du XIe siècle                        |
| Cartonnage de momie                                                   | Musée du Louvre                          | Une scène                                              | Probablement Ier millénaire avant notre ère |
| TT34, tombe de Montouemhat, « maire de Thèbes »                       |                                          | Désormais largement détruit, mais probablement complet | Deuxième partie du VIIe siècle              |
| TT33, tombe de Padiamenopé, « prophète et chef des prêtres-lecteurs » | Chambres et corridors XVII–XIX           | Complet                                                | Deuxième partie du VIIe siècle              |
| Blocs de l'Île de Roda                                                |                                          | 1er et 2e tableaux                                     | Probablement Ier millénaire avant notre ère |
| Sarcophage du général Padi-Iset                                       | Couvercle                                | Une scène                                              | IVe siècle                                  |
| Sarcophage de Tjihorpto                                               | Surface extérieure; couvercle            | 1er, 2e, 5e, et 6e tableaux                            | IVe siècle                                  |

## Traduction
La première traduction d'extraits du Livre des cavernes est celle Ippolito Rosellini en 1836, dans la tombe de Ramsès VI. Ultérieurement, Jean-François Champollion fait lui aussi quelques traductions du livre de cette tombe.
Néanmoins, les savants ne s'intéressent plus au livre avant le siècle suivant quand une deuxième version du livre, complète, est découverte dans l'Osiréion.
En 1933, Henri Frankfort, avec l'aide de Adriaan de Buck, publie la première traduction complète du livre basé sur le texte de l'Osiréion.  
Entre 1942 et 1945, Alexandre Piankoff publie une traduction française. En 1972, une version allemande est publiée par Erik Hornung.